# Hackt
Hackt（はくと、本名：杉原 宗一郎（すぎはら そういちろう）、1988年6月16日 - ）は、日本とアメリカ合衆国で活動する男性プロレスラー。フリーランス。

## 来歴
- 中学時代に初めて観たプロレス（WWE）に魅せられ、プロレスラーを目指す。
- 高校時代から主に技術面をP's LAB（ピーズラボ）で、肉体面をミッドブレスで鍛え出す。
- 2007年にDRAGON GATEに入門するが怪我により1か月で退団。
- 翌2008年夏に怪我を克服し、レスリングドリーマーズの練習生となる。
- 半年後の2008年12月13日にレスリングドリーマーズ新木場大会で、住吉久仁夫を相手にデビュー。
- 2010年2月6日、レスリングドリーマーズを退団しフリーランスとなる。
- 2013年9月21日レスリング・ドリーマーズ新木場大会への、杉原宗一郎名義での参戦が発表された。空白期間の活動は不明だが、おそらく３年ぶりのプロレス参戦となる。
- 上記復帰戦で、赤いショートタイツの新コスチュームとビルドアップした肉体・総合出身者らしい動きを披露し、イメージを一新した。
- 2014年5月渡米。WWA4にてレスリング修行。現WWA4チャンピオンのDe ATLien相手にデビュー戦を飾る。リングネームはHackt。
- 2015年3月、初代SECWクルーザー級王座を獲得。

## 人物
- 師匠は佐藤光留（パンクラスmission）、新井健一郎（DRAGON GATE）、はやて（元レスリングドリーマーズ）。
- 趣味はウエイトトレーニング、ガンプラ作り、プロレス研究、読書。
- ウエイトトレーニング好きが高じて現在はボディビルにも挑戦中。
- WWEや帰国子女である母親の影響で英会話が得意。英語圏なら一人で生活できる程度。
- 海外のレスラーではショーン・マイケルズ、エディ・ゲレロ、ジェフ・ハーディーのファン。
- 国内のレスラーではDRAGON GATEのYAMATOのファン。
- フリーランスとなった直後の2010年2月10日に週刊プロレス編集部を訪問し、フリーレスラーとして「もっとたくさんの試合に出たい」と意気込みを語ったところ即日モバイル記事として掲載された。
- 趣味のウエイトトレーニング好きが向上し、体づくりに関する様々なことを勉強中。
- プロレスをしていない３年間、総合格闘家の門馬秀貴の下で総合格闘技を行っていた。試合にも出場予定らしい。（2013年現在。本人ブログにて）
- ボディビル大会にも出場していたらしく、2013年は北区ボディビル大会にも出場した。（結果は予選落ち）
- 国内では、トレーナーとして活動中。

## 得意技
- フェイスプラント（リバースSTO）
- アキレス腱固め
- レッド・アイ（旋回式・顔面蹴り）
- ミサイルドロップキック(スワンダイブ・セカンドロープからなど多種)
- ブラッド・ペイン（変形ジャベ）
- 飛びつき腕十字固め
- エンズイギリ各種
- アームバー（キムラ・ロック？）

## 入場曲
- UVERworld 「LIFEsize」